# SV Arminia Hannover
Sport-Verein Arminia Hannover e.V. é uma agremiação alemã, fundada a 12 de abril de 1910, sediada em Hanôver, na Baixa Saxônia.

## História
O clube foi fundado em 1910 como FC Arminia Hannover. Em 1918, e fundiu com Rugby-Verein Merkur, tornando-se SV Arminia-Merkur. Dois anos depois, a equipe se intitulou SV Arminia Hannover e conquistou o título do norte da Alemanha. Nos anos 1920 e 1930 passou a incluir uma série de outros esportes, mas o departamento de futebol não ganhou nada significativo, exceto na temporada 1932-1933, quando o clube, sob o comando do treinador Inglês William Townley avançou até às quartas de final do Campeonato Alemão, no qual foram eliminados pelo Fortuna Düsseldorf.
Durante o Terceiro Reich, o time atuou no Niedersachsen Gauliga, uma das dezesseis divisões máximas criadas pelo regime. Posteriormente, disputou a Gauliga Südhannover-Braunschweig, em geral, fazendo campanhas de médio porte.
Na maior parte do tempo, o Arminia Hannover disputou o segundo nível até os anos 1950 e 1960, quando obteve uma melhor performance ao ficar em primeiro lugar na Regionalliga Nord, em 1966 e 1967. A conquista de um campeonato amador, em 1975, levou o Arminia a quatro temporadas na Bundesliga 2 Nord. Eles mal conseguiram se manter na divisão, até que finalmente caíram para a Oberliga Nord (III), em 1980. O time passou a alternar participações nos níveis III e IV, até que foram rebaixados a partir da agora extinta Oberliga Nord (IV) em 2007. Em 2008-2009, a equipe venceu a Niedersachsenliga West, (V), mas foi rebaixada de novo.
Em junho de 2010, no entanto, a agremiação conquistou novamente a promoção ao ganhar a Bezirksoberliga (IV) e competir com sucesso nos play-offs. Na temporada 2010-2011 o time disputa a Oberliga Niedersachsenliga (V) e ficou na décima-quinta colocação, descendo para a Landesliga Hannover (VI).

## Títulos
- Campeão do norte da Alemanha: 1920;
- Niedersachsenliga West (V): 2008-2009;